# María Jesús Almeida
María Jesús Almeida Lorences (Badajoz, 1953) es una periodista española, primera mujer trabajadora en una radio en Badajoz y también la primera nombrada jefa de informativos en Extremadura.

## Biografía
María Jesús Almeida se licenció en Periodismo por la Universidad Complutense de Madrid. Ejerció toda su carrera profesional en los servicios informativos de Radio Extremadura, de la Cadena Ser, llegando a ser jefa regional de los mismos. Fue la primera mujer que empezó a trabajar en la única emisora de Badajoz, EAJ 52 Radio Extremadura (SER), en 1977. Después de esa fecha, y durante toda su carrera, estuvo al frente de las noticias en dicha cadena, siendo la primera mujer nombrada jefa de informativos de Extremadura. Durante sus treinta y cuatro años como periodista vivió la Transición y la noche del 23 de febrero de 1981 con el frustrado golpe de Estado, hasta su despedida en 2011, ofreciendo la información de los resultados de las elecciones generales de aquel año.
En sus inicios escribió también la Hoja del Lunes y dirigió y presentó debates cuando llegó la televisión local (Localia). Más adelante fue columnista del El Periódico Extremadura y de La Crónica de Badajoz. En abril de 2018 fue elegida presidenta de la Asociación de la Prensa de Badajoz, con el respaldo de la totalidad de los votos emitidos por los asociados.
En agosto de 2019 fue galardonada con la Medalla de Extremadura.